# Fliegerpelz

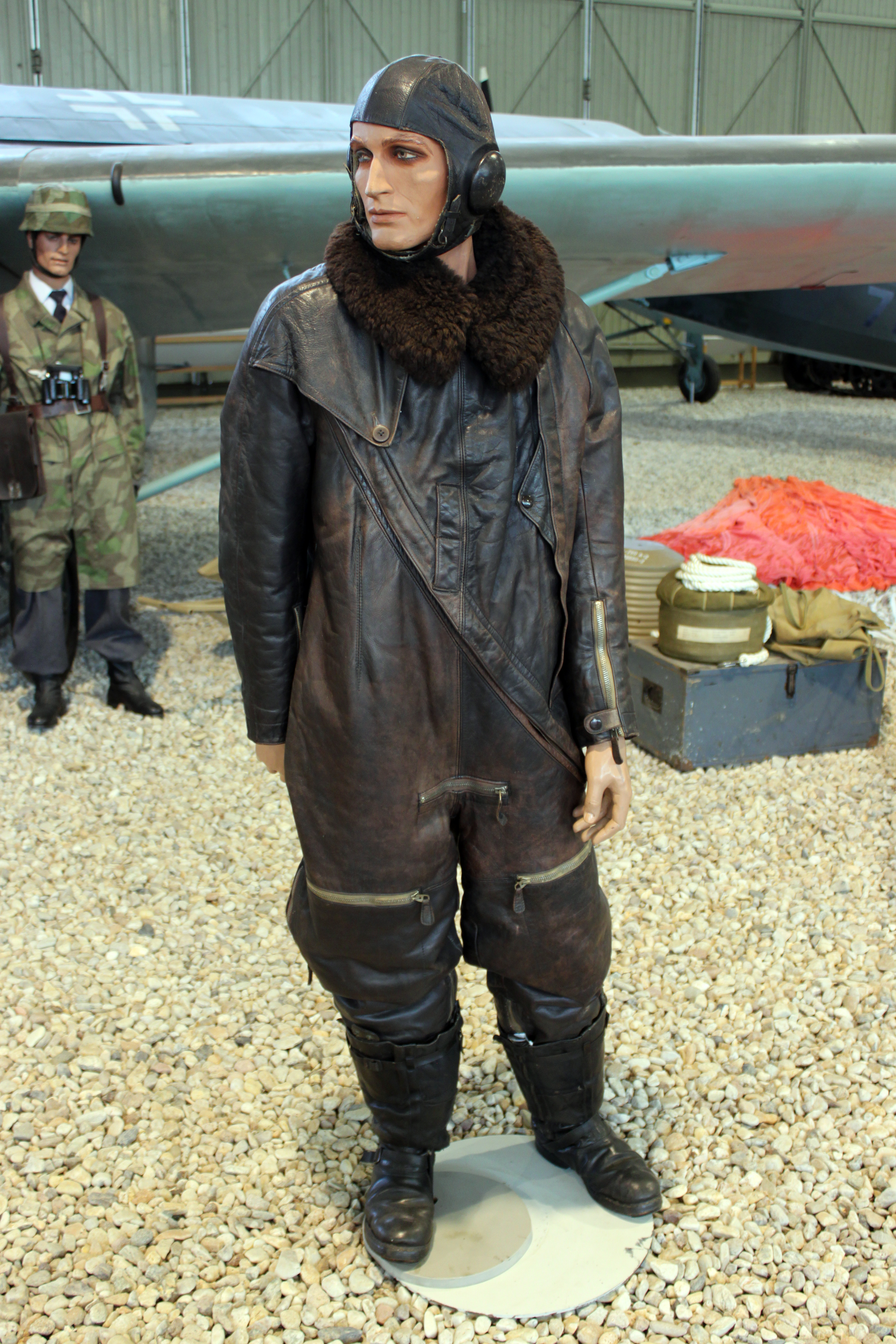
Lammfell-Fliegeroverall der deutschen Luftwaffe, 1940 (Militärhistorisches Museum Flugplatz Berlin-Gatow)
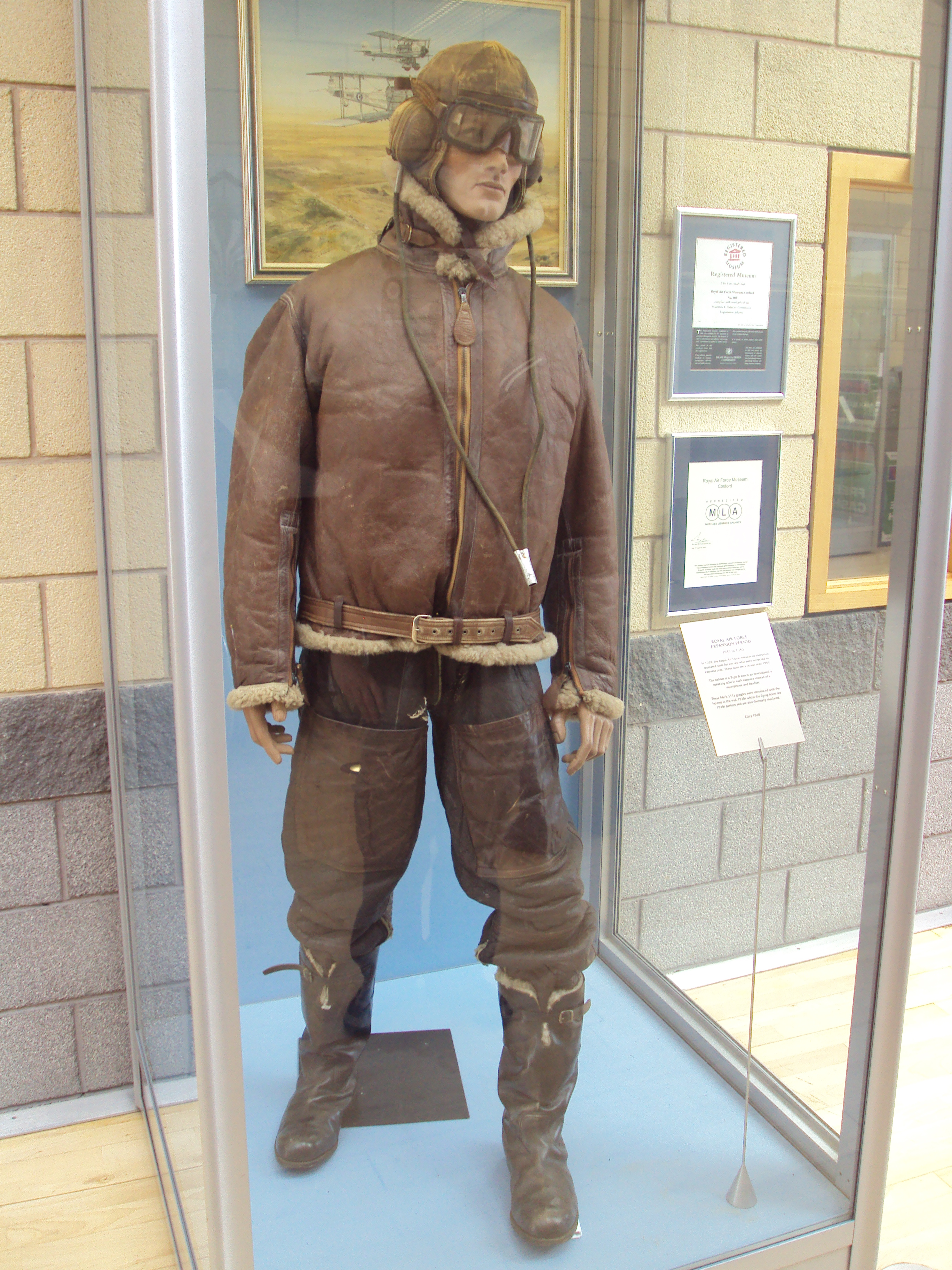
Lammfell-Kombination mit „Bomberjacke“ der Royal Air Force (Royal Air Force Museum Cosford)

Der Fliegerpelz ist die in den anfangs teils noch offenen und bis Ende des Zweiten Weltkriegs unbeheizten Pilotenkabinen vom Flugzeugführer und seinen Begleitern getragene Fellkleidung. Der Pelz wurde wegen der besseren Wärmewirkung mit dem Haar nach innen getragen. Waren es anfangs noch fellgefütterte Regenmäntel, wurden sehr bald die Overall- und die Jackenform bevorzugt. Das Fellmaterial war üblicherweise Schaf- oder Lammfell. Die Formen dieser Gebrauchspelze finden bis heute immer wieder Eingang in die allgemeine Mode unter den im Flugwesen und in der Textilbranche gebräuchlichen Namen, wie Fliegerjacke, Pilotenjacke oder Bomberjacke.

## Geschichte
Als die motorisierte Luftfahrt sich Anfang des 20. Jahrhunderts zu entwickeln begann, kam es immer öfter vor, dass die Flugzeugführer sich in ihren anfangs noch offenen Kanzeln in Höhen und unter klimatischen Bedingungen bewegten, bei denen eine angemessen warme Kleidung notwendig wurde. Ein besonderer Stil der Flugbekleidung begann in der Zeit des Ersten Weltkriegs (1914–1918). Als Funktionskleidung musste sie bestimmte Bedingungen erfüllen. Sie sollte ausreichend mit Taschen versehen sein, gut wärmen und, insbesondere wegen des Flugwinds, an den Kanten eng anliegen. Die wesentliche Kleidung des Piloten war der mit Pelz gefütterte Fliegeranzug, der später in einigen Ausführungen elektrisch beheizt werden konnte, sowie Helm und Brille. In den ersten Jahren bestand die Flugbesatzung nur aus dem Piloten. Mit der Steigerung der technischen Komplexität der Flugzeuge und des Flugeinsatzes kamen ein zweiter Pilot und später weitere Personen wie Flugingenieur, Funker oder Navigator hinzu. Die Flugdecks der heutigen Verkehrsflugzeuge sind grundsätzlich voll klimatisiert.

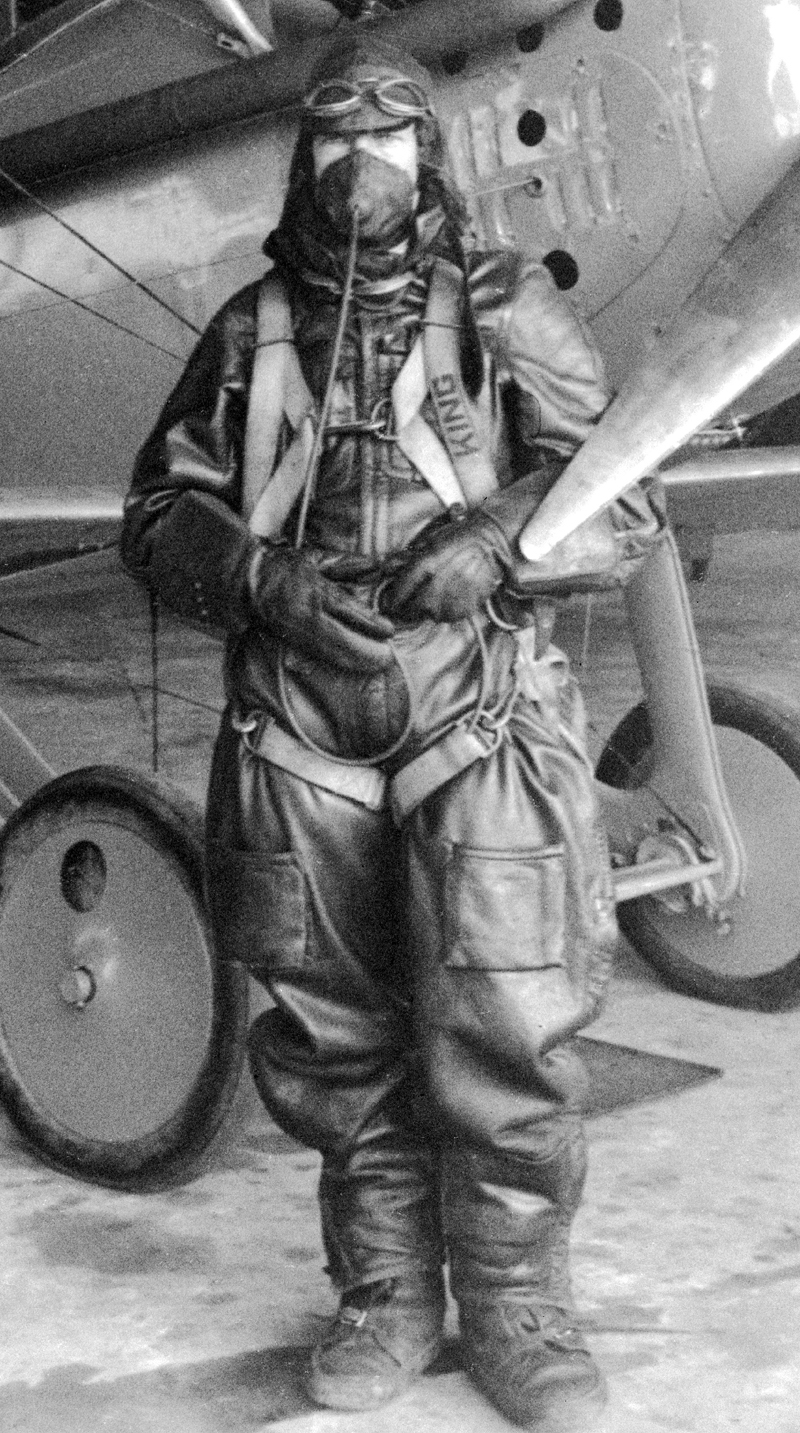
In „einem fellgefütterten Leder-Fluganzug, bereitet sich NACA-Testpilot Paul King zum Start mit einer Vought VE-7 vor“ (1925)
„Ein US-Luftwaffe „B-29 Superfort“-Pilot mit dem 98. Bomber in Japan ist in seiner Schutzkleidung bereit für einen weiteren Bombenangriff auf kommunistische Ziele in Nordkorea“ (1953)

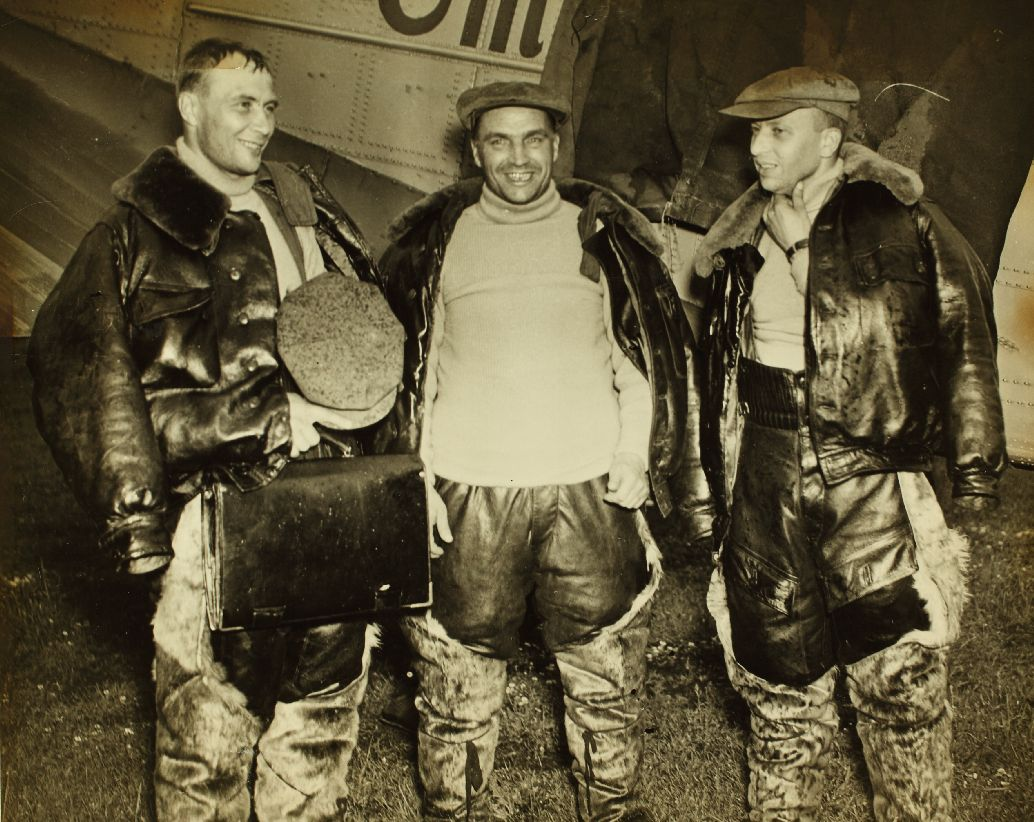
Pelz-Beinlinge, russische Tupolev-Piloten (1936)

Auch für die Passagiere war es bei entsprechender Witterung ohne angemessene Kleidung zu kalt. Der Berichterstattung zum Start der Deutschen Luftreederei im Januar 1919 als zivile Luftverkehrsgesellschaft ist zu entnehmen, dass damals Pelzanzug, Schal, Pelzstiefel  und Pelzhandschuhe, Schutzhelme und Schutzbrille zu den Ausrüstungsgegenständen für die Flugpassagiere gehörten.
Das wichtigste, auch identitätsstiftende Kleidungsstück des Fliegers war seine Lederjacke. Sie gehörte bei der deutschen Armee zur üblichen Ausstattung, jedoch nicht zur offiziellen Uniform. Der mit Pelz gefütterte Overall wurde darüber gezogen, hinzu kam ein Beinschutz, ein Lederhelm, eine Schutzbrille sowie ein Halstuch und mit Pelz gefütterte Handschuhe. Insgesamt bestand eine große Ähnlichkeit zur damaligen Ausstattung der Autofahrer.
Impulse auf die Form der Pelzkleidung der Piloten auch anderer Länder gaben die Flugzeugführer des britischen  Royal Flying Corps und der Royal Naval Air Service. Sie trugen Fliegerkappen aus Fell, fellgefütterte Helme, Fellhandschuhe, Fellstiefel, Fellohrenschützer und sogar Fellmasken, dazu gab es Unterwäsche aus Pelz. Die italienische „Società anonima für Pelze“ bot einen „kompletten Anzug“ an, vor allem für Piloten, einen Overall, der unter den Kleidern getragen wurde. Pelzkragen gehörten noch nicht zur Ausrüstung, viele Flieger ließen sie sich jedoch anarbeiten. Andere trugen zottelige Pelzmäntel, denen man ansah, dass sie aus der Improvisation heraus entstanden waren.
Die wichtigste Verwendung des Pelzes entstand als Futter für den bekanntesten und langlebigsten aller Flugbekleidungen, den Sidcot suit. Entworfen hat ihn der Pilot Sidney Cotton. Im Jahr 1917 machte er angeblich die Entdeckung, als er in einem schmutzigen, schmierigen Stoffoverall flog, dass dieser ihn warm hielt, während seine Kollegen gleichzeitig froren. Daraufhin entwarf er einen Anzug mit einem dünnen Pelzfutter, Pelzkragen und Pelzteilen am Hals und an den Manschetten, der, anders als bei den Italienern, ohne weitere Überkleidung getragen werden konnte. Für die Stoffhülle benutzte er den imprägnierten Burberry-Gabardine, wie die Armee ihn auch für ihre Trenchcoats verwendete. Der Schnitt entsprach dem als Blaumann bekannten Overall. Die Herstellung übernahm die Firma Robinson & Cleaver. Er überstand erfolgreich alle Tests und erste Piloten erwarben ihn. Ende 1917 kam er bereits in den allgemeinen Gebrauch, die Luftwaffe bestellte im November 1000 Stück zum schnellstmöglichen Termin. In verschiedenen Ausführungen blieb der Sidcot zwischen 1918 und 1939 in der Gunst der Piloten. In einer 1940 modernisierten Form wurde er noch viel im Zweiten Weltkrieg (1938–1945) in der Luftschlacht um England und bei anderen Kriegseinsätzen getragen. Er hatte jetzt Reißverschlüsse und der Stoff war feuerfest. Das Pelzfutter war durch Kapok ersetzt worden. Geblieben war jedoch der abnehmbare Pelzkragen. Weiterentwickelte Textilien ersetzten die bis dahin gebräuchlichen Werkstoffe und die bisherige Vielfalt der Ausführungen. Keine andere Pilotenkleidung blieb jedoch über eine derart lange Zeit so populär wie der pelzgefütterte Sidcot.
Schaffell und Shearling, das Fell bereits zu Lebzeiten geschorener Schafe, war das Material einer neuen Form der Piloten-Dienstjacken, einschließlich einer Uniformjacke der Royal Air Force im Zweiten Weltkrieg. Die Jacke im Blousonstil war, anders als die Ganzkörperanzüge, auch außerhalb des Dienstes tragbar. Die vom amerikanischen Luftakrobaten und Fallschirmspringerpionier Leslie Irvin entwickelte Irvin-Jacke und -Hose aus nappiertem Schaffell war zwischen den beiden Weltkriegen entworfen worden. Sie wurden in der von Irvin im Jahr 1926 aufgebauten Manufaktur in Großbritannien produziert. Die Irvin-Jacken hatten keine Taschen, waren sehr warm, aber auch schwer und schränkten die Bewegungsfreiheit ein. Sie dienten als Vorlage für die Jacken der US Army Air Corps: Seit dem 8. Mai 1934 wurden diese mit den Schaffelljacken B-3 ausgestattet, die im Englischen „Bomber jacket“ genannt wurden, da sie nur für die Bomberbesatzungen vorgesehen war und nicht für Jagdpiloten. Dazu gab es die passende Schaffellhose „Type A-3“. Im Gegensatz zu den britischen Irvin-Jacken ist die „B-3“ außen teilweise mit Verstärkungen aus Pferdeleder versehen. Das kurz darauf entwickelte, kürzere „B-6 Flight Jacket“ bestand aus dünnerem Schaffell. Das Modell „D-1“ war eigentlich nur für das Bodenpersonal gedacht. Sein Fell war tiefer geschoren als bei der „B-6“, die Ausführung wurde von den Fliegern auch als Sommerjacke getragen.
Der Typ „ANJ-4“ war die letzte Schaffelljacke der U. S. Navy und der United States Army Air Forces, er wurde 1943 eingeführt. Die Jacke war etwas dünner als die B-3 und hatte vorne zwei Pattentaschen und an allen besonders beanspruchten Teilen Verstärkungen aus Pferdeleder. Es gab sie in drei Versionen, die sich allerdings nur in kleinen Details unterschieden. So hatte die spätere Variante unter anderem ein kleines Lederdreieck auf der Brust aufgenäht, an das die Sauerstoffmaske bei Nichtgebrauch angeklemmt werden konnte und zwei kleine Knöpfe am unteren Ende des Reißverschlusses. Die ANJ-4 war sehr einfach zu tragen und praktikabler als die schwere B-3 und wurde sofort der Favorit unter den Schaffelljacken der Bomberbesatzungen. Allerdings erwies sich die recht komplizierte Konstruktion als sehr kostenintensiv, und die Produktion dieses Modells wurde bereits 1944 wieder eingestellt.
Ein Nachteil der Schaffelljacken war, dass, wenn die Lederjacken durch Regen oder Schweiß feucht wurden und das Flugzeug in größere Höhen aufstieg, das Wasser gefror. 1944 wurde der Langstreckenbomber Boeing B-29 eingeführt, der erstmals eine beheizte Druckkabine hatte. Stoffjacken ersetzten nach und nach auch die Schaffelljacken der Besatzungen der übrigen Flugzeugtypen. Zuletzt verschwand auch der Pelzkragen, wie es hieß, weil er häufig den Fallschirmleinen im Weg war.
Während des Zweiten Weltkriegs stellten nicht nur in Großbritannien die Kürschner ihre Produktion ganz oder teilweise auf Militärpelze um. Das Londoner Unternehmen Calman Furs arbeitete sehr bald pelzgefütterte Fliegeranzüge anstelle der bisherigen Modepelze. Der 1823 gegründete Londoner Pelzveredlungsbetrieb C. W. Martin & Sons, eigentlich auf Seal, die Felle der Pelzseehunde spezialisiert, konnte auf Erfahrungen aus dem Ersten Weltkrieg zurückgreifen. Damals hatte man sich sehr schwer getan, eine Maschine zum Scheren zottiger Ziegenfelle zu finden, die für die Kleidung der Soldaten in Flandern bestimmt waren. Auch diesmal wurde bei Martin & Sons und anderen Firmen in freiwilligen Schichten rund um die Uhr gearbeitet, um Lammfelle im Auftrag der Royal Air Force zu gerben und zu veredeln.

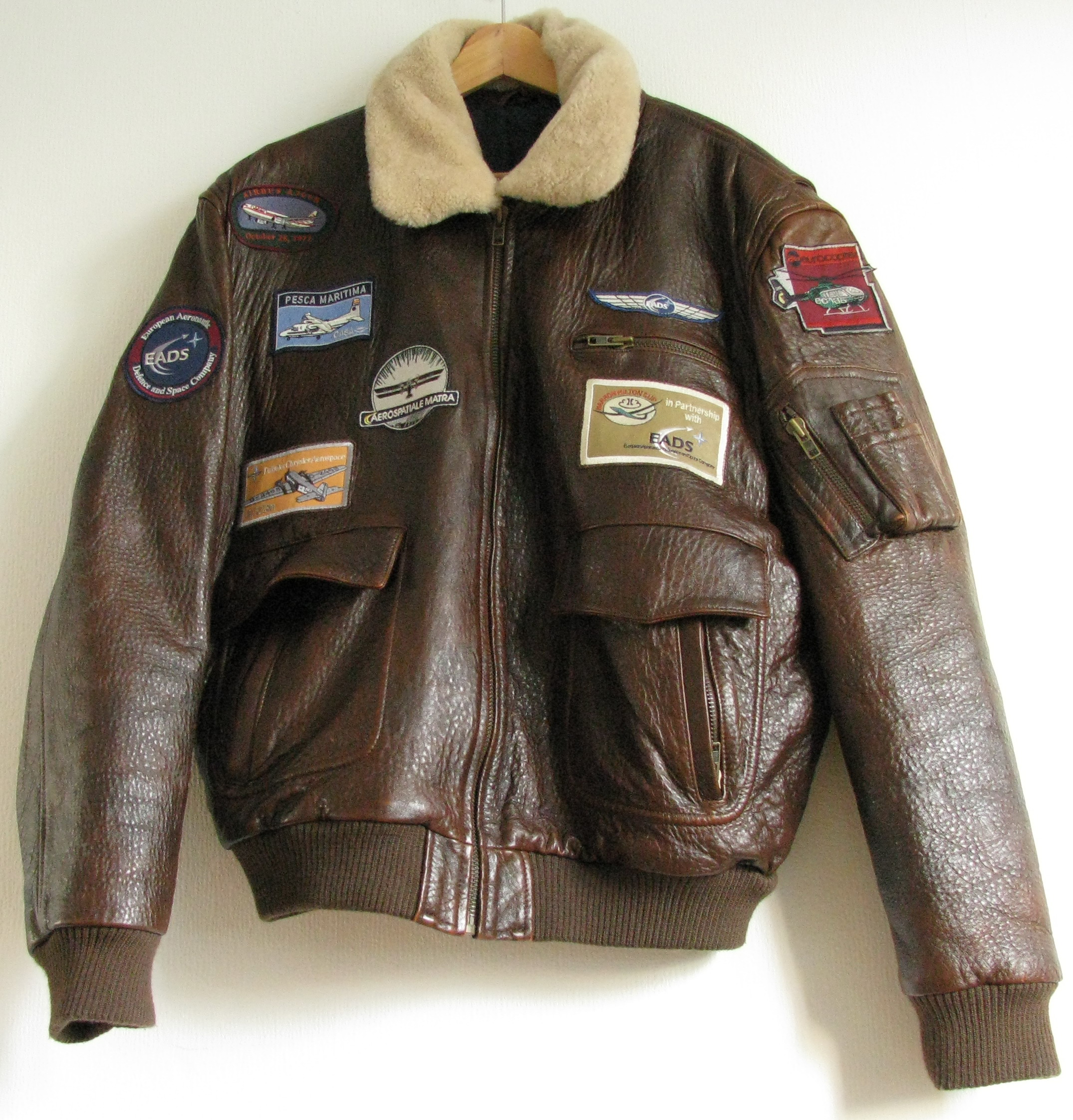
Fliegerblouson aus Leder mit Lammfellkragen für den Gewinner des Segelflugwettbewerbs „Barron Hilton Cup“ (2008)

Der bedeutende amerikanische Pelzhändler Motty Eitingon hatte gegen Ende des Krieges einiges Lammfell eingekauft, das für die Militärkleidung sehr gefragt war. 1946 baute er eine Produktionskette für zivile Lammfellbekleidung auf, die in ihrem Umfang wohl einmalig war. Die beim Scheren anfallenden Haare verkaufte er in einem Kontrakt an die Armee zum Ausfüttern von Fliegerjacken. Seine Enkelin Mary Kay-Wilmers schrieb später, „er war immer auf der Seite der größeren Geschäfte und war an der Produktion der Fliegerjacken nicht sonderlich interessiert“.

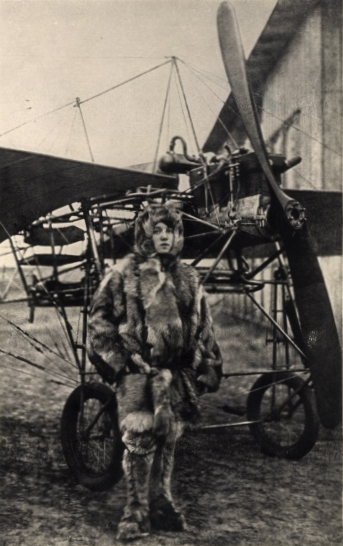
Melli Beese, erste Deutsche Motorfliegerin, im Pelzoverall (1911)
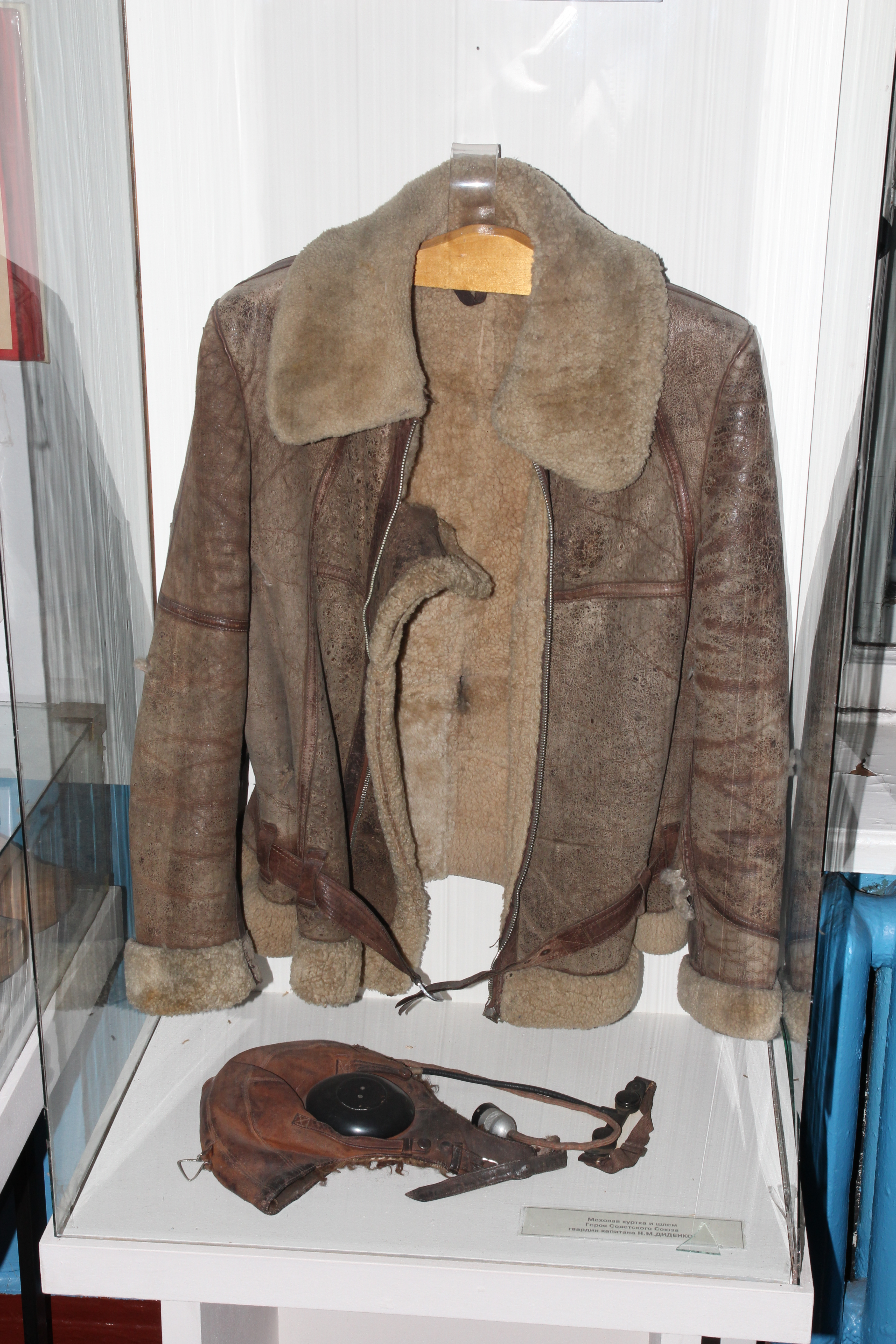
„Pelzjacke und Haube des Helden der Sowjetunion Nikolai Matwejewitsch Didenko“
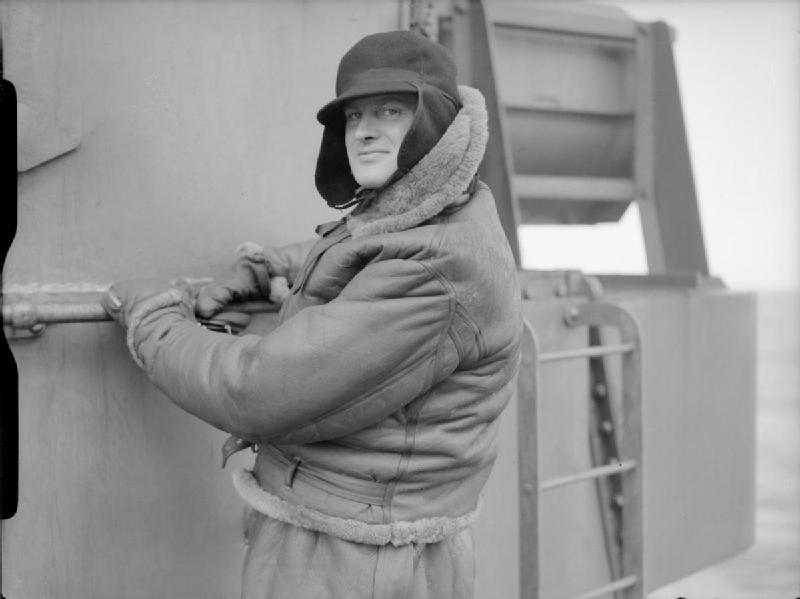
Lieutenant Brownrigg in Fliegerjacke, Royal Navy (Zweiter Weltkrieg)

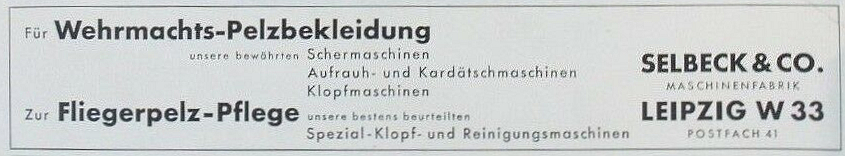
Maschinen zur Wehrmachts-Pelzbekleidungs- und Fliegerpelz-Reinigung (Anzeige, Leipzig 1941)

## Der Fliegerpelz in der Mode

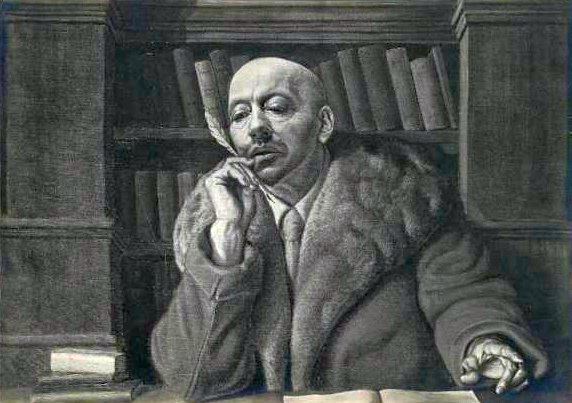
Gabriele D’Annunzio in ziviler Lammjacke (Grafik, 1930)

Die Fliegerjacken fanden als „Pilotenjacke“ oder „Bomberjacke“, besonders nach Ende des Zweiten Weltkriegs, Eingang in die zivile Mode. Vor allem in Zeiten, in denen die Designer Mode im Funktionsstil oder im Military-Look bevorzugen, sind sie auch Bestandteil der Pelzmode. Als Felljacke mit dem Haar nach außen werden sie auch in höheren Preisklassen als der von Lammfell angeboten, wie Fuchsfell oder Nerzfell. Beim Außenpelz wird neben den aus der Fliegerkleidung entnommenen Bezeichnungen nur der Stil der Fliegerjacke übernommen, eventuell auch die Art des Verschlusses mit einer Schnalle am Blousonsaum, bei der veloutierten und vor allem der nappierten Lammfelljacke weitgehend die gesamte Optik. Der in der Mode als „Battle-Dress“ bezeichnete, der englischen Pilotenuniform nachempfundene Blousonanzug, fand wohl keine Entsprechung in der zivilen Pelzmode.
Über den italienischen Schriftsteller und Piloten Gabriele D’Annunzio schrieb Anna Municchi: „Es waren Sportjacketts, die immer auch nach außen ein wenig Pelz zeigten und D'Annunzio, der ein großer Soldat war, liebte die Uniform sehr, und er trug sie – mit dieser ein wenig provinziellen Geziertheit von uns provinziellen Italienern, provinziell wie auch ich – auch außer Dienst und wie ein ausgesucht eleganter Herr (auch in dem bescheideneren und unscheinbaren Sinn des Gutkleidertragenkönnens). Leider war er sehr klein, aber er sah gut aus und wenn er zu reden anfing, war er großartig, großartiger als alle anderen“.
Fendi schickte 1967 Modelle mit Pilotenanzügen aus weißem Lammfell mit Nappalederbesätzen auf den Laufsteg.
Die Fliegerjacke galt auch in späterer Zeit noch als ein besonders männliches Attribut. In einer Filmkritik hieß es 2018: „In »Safari – Match Me If You Can« gibt Justus von Dohnányi den Trambahnfahrer im Piloten-Pelz, um junge Frauen ins Bett zu kriegen […].“

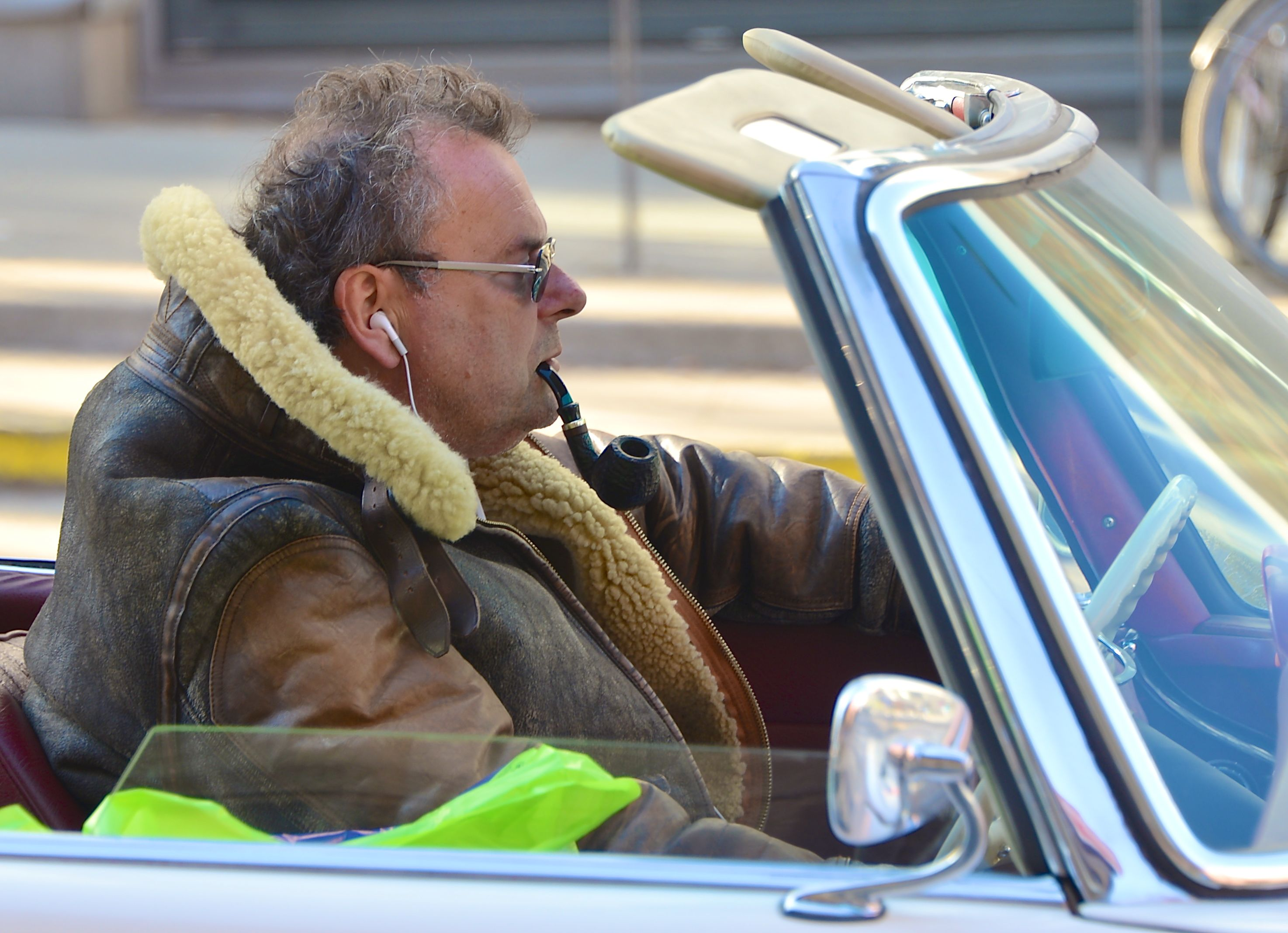
Journalist Steffo Törnquist (Schweden, 2003)
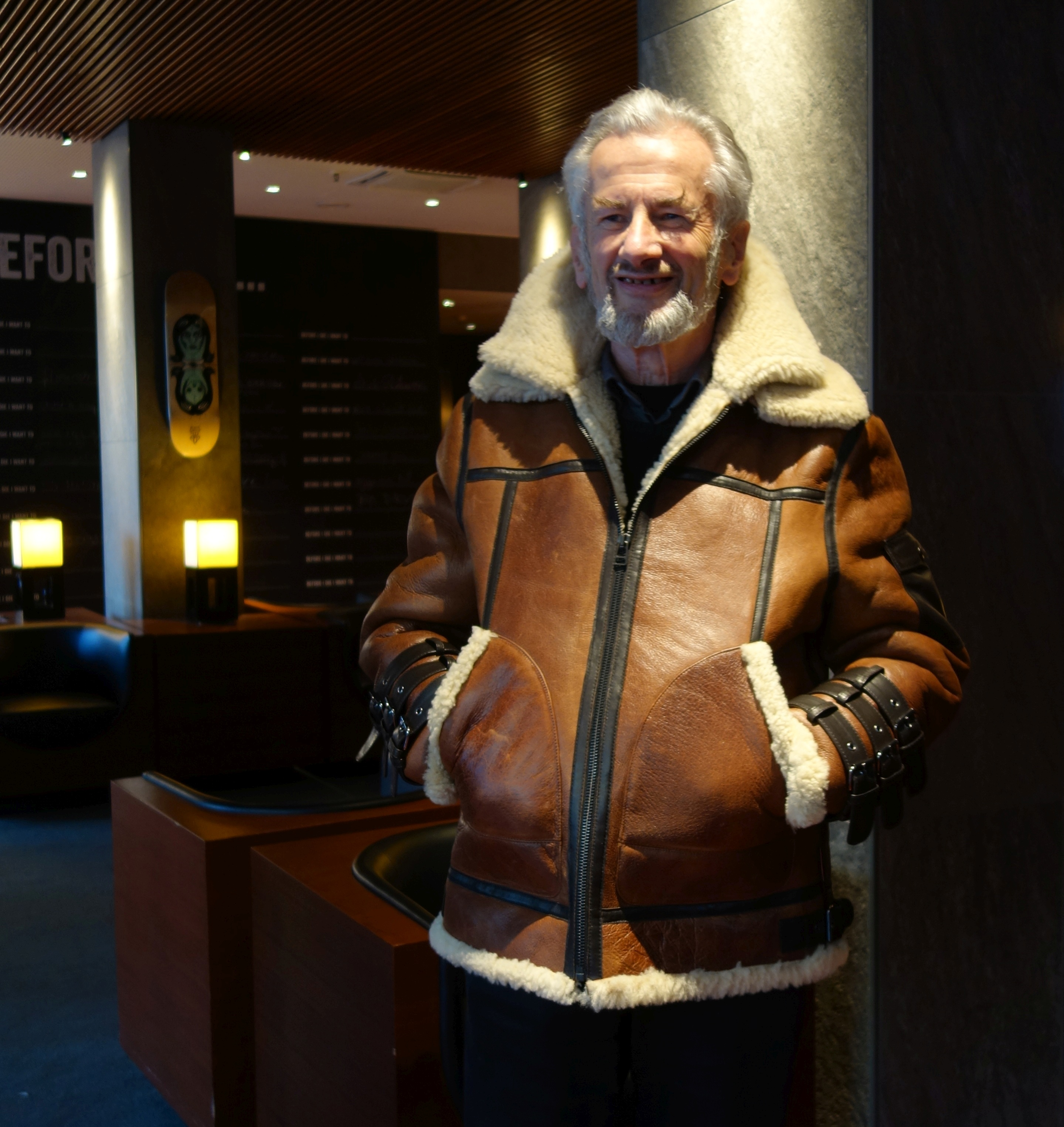
(Manchester, 2018)